# Мигунов, Василий Васильевич

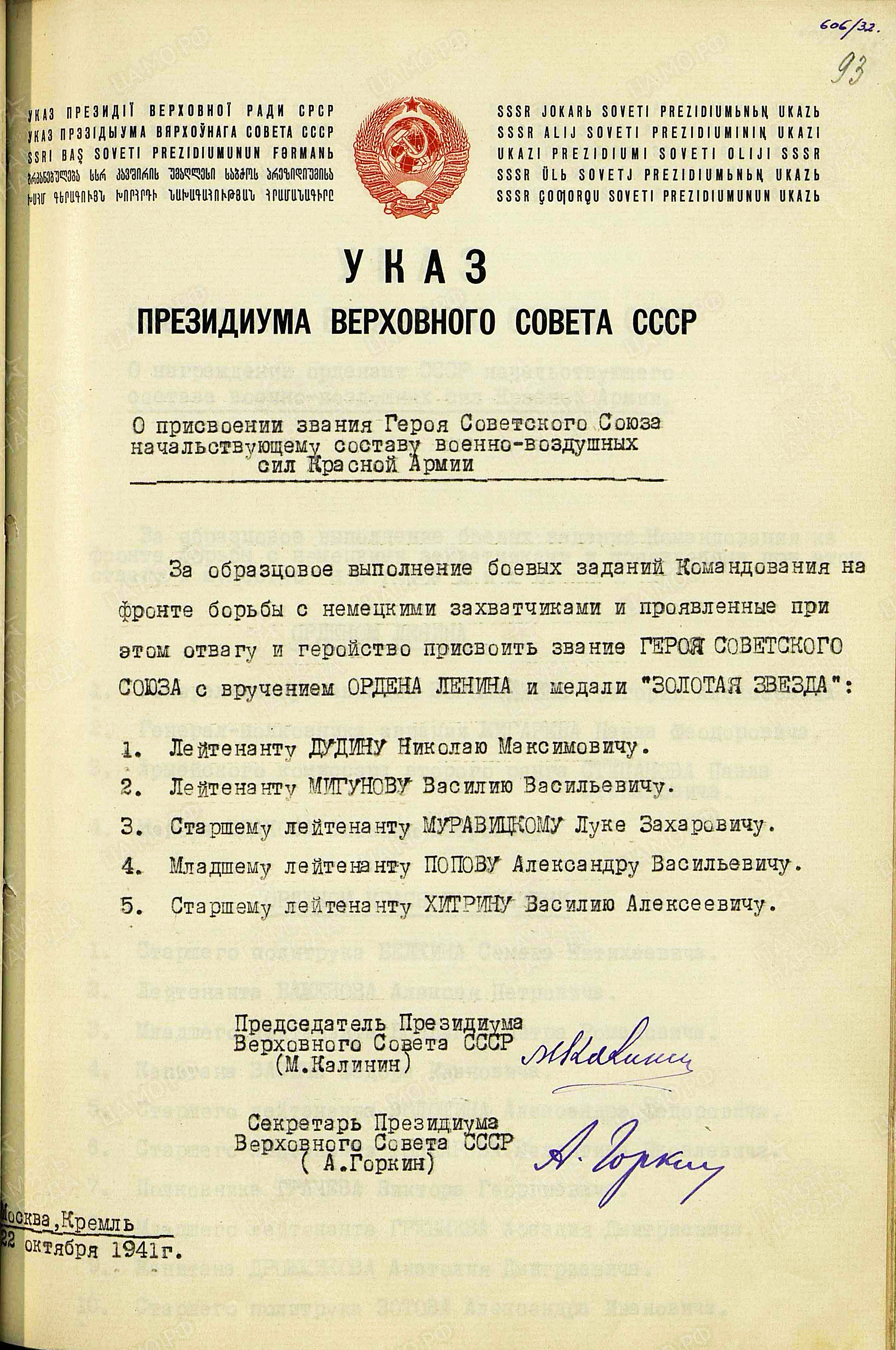
Указ Президиума Верховного Совета СССР о присвоении звания Героя Советского Союза В. В. Мигунову

Васи́лий Васи́льевич Мигуно́в (11 января 1918, Кривское, Боровский уезд, Калужская губерния, РСФСР — 31 марта 1942, станция Ранцево, Кувшиновский район, Калининская область, РСФСР, СССР) — советский военный лётчик-истребитель, участник Великой Отечественной войны, Герой Советского Союза (1941). Воевал в 1-м Краснознаменном и ордена Ленина гвардейском истребительном авиационном полку, командир звена, гвардии старший лейтенант. Погиб в воздушном бою 31 марта 1942 года.

## Ранние годы
Василий Мигунов родился 11 января 1918 года в деревне Кривское Боровского уезда Калужской губернии (ныне Боровский район, Калужская область) в семье Василия Владимировича и Анисьи Ивановны. Василий был шестым ребёнком в семье. У него были три старших брата — Терентий, Владимир и Сергей и две старшие сестры — Анна и Пелагея. Все четыре сына воевали на фронте, с войны вернулся только один Сергей.
До 9 лет Василий рос в доме родителей. Когда отец и мать тяжело заболели, его взял к себе в дом старший брат Владимир Васильевич, работавший в то время председателем колхоза.
В 1930—1934 годах Василий Мигунов учился в школе детской колонии «Бодрая жизнь» С. Т. Шацкого. Так как его дом в деревне Кривское находился относительно недалеко от колонии, то он был приходящим учеником школы, а не жил в интернате. После окончания семи классов в 1934 году поступил в школу ФЗУ при депо станции Малоярославец, затем работал там же в депо слесарем. В 1936—1937 годах учился в Москве в ФЗУ Дорогомиловского химического завода имени Фрунзе, а с июня 1937 по май 1938 работал аппаратчиком на заводе. Одновременно учился в аэроклубе Киевского района столицы.

## Предвоенные годы
В Красной армии с 1938 года. 15 мая 1938 года по спецнабору, после окончания учёбы в аэроклубе, был направлен в 8-ю Одесскую военную авиационную школу пилотов имени П. Д. Осипенко. Проходил обучение по ускоренному 9-месячному курсу подготовки. Там же вступил в комсомол. 5 февраля 1939 года окончил обучение в школе пилотов с присвоением воинского звания младший лейтенант и должности младший лётчик. Свою службу младший лейтенант Мигунов начал на Дальнем Востоке в 14-м истребительном авиационном полку 26-й авиационной бригады (в августе 1940 года переформированную в 31-ю истребительную авиационную дивизию) 2-й отдельной Краснознамённой армии.
9 мая 1940 года в семье Василия Васильевича Мигунова и его жены Пушкиной Евдокии Петровны родился сын Владлен.
В апреле 1941 года комсомолец В. В. Мигунов вступил кандидатом в члены ВКП(б).

## Вторая мировая война
В июне 1941 года младший лейтенант Мигунов был переведён из 14-го авиаполка 31-й истребительной авиационной дивизии в 29-й истребительный авиационный полк той же дивизии. С началом Великой Отечественной войны многие части и соединения, дислоцированные на Дальнем Востоке, были переброшены на фронт в действующую армию. С 12 июля 1941 года Василий Васильевич начал воевать в составе 2-й эскадрильи 29-го истребительного авиационного полка. Его эскадрилья базировалась на аэродроме Торжок в составе 10 самолётов И-153 заводской тип 34 (командир эскадрильи капитан А. Д. Дрожжиков).
16 июля в командование полком вступил выпускник Военной академии командно-штурманского состава, участник боев на Халхин-Голе майор А. П. Юдаков. Лётчики полка выполняли, в основном, задачи прикрытия районов комплектования и сосредоточения частей 22-й и 29-й армий — выполняли патрулирование на высоте 1000—2000 метров над Вышним Волочком, станцией Бологое, Осташковом, Андреаполем, Селижаровом, Фирово, Торжком, Кувшиново.
Интенсивность боевой работы лётчиков 29-го авиаполка полка летом и осенью 1941 года была высочайшей. За два — три месяца многие пилоты сделали боевых вылетов больше, чем потом иные асы за всю войну. В боевой характеристике В. В. Мигунова отмечалось, что с начала войны он совершил 224 боевых вылета, проведя в воздухе 264 часа 57 минут, участвовал в 24 воздушных боях, в которых сбил 5 самолётов противника.
Не щадя жизни, презирая смерть, тов. Мигунов ведёт разведку в сложных метеоусловиях, при интенсивном обстреле зенитной артиллерией противника... Из боя не уходит первым, а бьёт врага, пока тот не будет уничтожен... Своим мужественным поведением тов. Мигунов поднимает боевой дух и уверенность лётного состава в окончательной победе над германским фашизмом...
22 октября 1941 года лейтенанту Мигунову «за личные боевые заслуги по выполнению заданий на штурмовку, сопровождение и особенно разведку в сложных метеоусловиях и боевой обстановке, а также представление ценных данных высшему командованию» Указом Президиума Верховного Совета СССР было присвоено звание Героя Советского Союза.
К середине ноября в полку оставалось всего пять самолетов, требовалось пополнение в людях. Личный состав полка на тот момент состоял из командира, военкома, начальника штаба, шести лётчиков и 87 человек инженерно-технической службы. 27 ноября 1941 года пришло телеграфное распоряжение об откомандировании полка в полном составе в город Молотов для перевооружения на английские самолеты Харрикейн, которые начали поступать в наши ВВС в рамках программы военной помощи от Великобритании.
Указ Народного Комиссара обороны от 6 декабря 1941 года о преобразовании 29-го авиаполка в 1-й гвардейский Краснознаменный и ордена Ленина истребительный авиационный полк застал лётчиков и техников в дороге.
В Указе говорилось: «В многочисленных воздушных боях за нашу Советскую Родину против фашистских захватчиков особенно отличился 29-й Краснознаменный и ордена Ленина авиационный полк. 29-й Краснознаменный и ордена Ленина истребительный авиационный полк за два с половиной месяца боевых действий сбил в воздушных боях 67 самолетов противника, рассеял и уничтожил 12 мотомехколонн, 4 колонны артиллерии, 2 колонны кавалерии и несколько складов и цистерн с горючим.
За проявленную отвагу в воздушных боях с немецкими захватчиками, за стойкость, мужество и героизм личного состава Ставкой Верховного Главнокомандования 29-й Краснознаменный и ордена Ленина истребительный авиационный полк преобразован в 1-й Краснознаменный и ордена Ленина гвардейский истребительный авиационный полк. Указанному полку вручается гвардейское знамя. Гвардейскому авиационному полку дополнительно придается одна эскадрилья самолетов».
В Молотов личный состав прибыл 8 декабря. За 15 дней в Молотове летным и техническим составом была изучена материальная часть новых самолетов. Всего было получено и подготовлено 32 истребителя Харрикейн, затем произведена их отправка под Москву на аэродром Чкаловский.
Летный состав полка получил задачу в кратчайший срок овладеть истребителем Харрикейн и налетать на нем по 8 −10 часов с упором на групповую слётанность и воздушно-стрелковую подготовку. За период пребывания в Чкаловской ежедневно одна эскадрилья полка несла боевое дежурство в системе ПВО Москвы.
Подготовка лётчиков шла успешно, но с эксплуатацией самолетов возникли вполне предсказуемые сложности: незнание техниками особенностей эксплуатации самолета и мотора в зимних условиях, нехватка запасных частей к моторам и самолетам, дефицит антифриза. Круглые сутки самолеты находились на аэродроме, техники прогревали моторы на самолетах каждые полтора — два часа, то есть техсостав находился на аэродроме так же, как и Харрикейны круглосуточно.
2 февраля 1942 года на аэродроме Чкаловская в торжественной обстановке, у самолетов, полку было вручено Гвардейское Знамя. В феврале в Кремле состоялось вручение орденов лётчикам и техникам полка, а командир полка подполковник Юдаков получил из рук М. И. Калинина орден Ленина, которым был награжден полк. Старшему лейтенанту Мигунову были вручены орден Ленина и Золотая Звезда Героя Советского Союза (№ 628). Одиннадцать офицеров полка получили ордена.
10 марта по прямому проводу поступил приказ от командующего ВВС полку убыть в Действующую армию. Полк поступил в непосредственное подчинение командующего ВВС Калининского фронта. Лётчики полка действовали в интересах 30-й армии, прикрывали Командный пункт ВВС Калининского фронта и железнодорожную линию Торжок — Кувшиново — Селижарово — Соблаго — Пено — Осташков. Выполнялись полеты на сопровождение штурмовиков Ил-2 и бомбардировщиков Пе-2 на Калининский фронт. С 18 марта полк базировался на аэродроме Будово (район Вышнего Волочка).

## Присвоение воинских званий
- младший лейтенант — 05.02.1939;
- лейтенант — 20.09.1941;
- старший лейтенант — 15.12.1941[18].

## Последний бой
31 марта 1942 года в 9 часов 5 минут на очередное боевое задание 1-го гвардейского истребительного авиаполка вылетели в паре лётчики гвардии старший лейтенант Мигунов Василий Васильевич и гвардии младший лейтенант Соловьев Анатолий Егорович. В этот день они прикрывали район железнодорожного перегона Селижарово — Кувшиново, где скопилось несколько наших эшелонов с войсками и боевой техникой. Вскоре показалась группа Юнкерсов под прикрытием шести двухмоторных тяжелых истребителей Мессершмитт Bf.110. Завязалась воздушная схватка. Первое время бой шел на виражах, где наши лётчики на Харрикейнах энергично применяли искусство пилотажа, быстро выходили из-под групповых атак Мессершмиттов.
Мигунов с первой же атаки зажег ведущий бомбардировщик. В помощь нашим пилотам подключился на самолете Як-1 лётчик соседнего 580-го авиаполка старшина Ф. Н. Корниенко. Одной атакой он выпустил два реактивных снаряда, чем на некоторое время заставил разойтись «мессершмиттов». Затем повторный атакой выпустил еще один реактивный снаряд. Однако у него горючее было на исходе и после остановки винта он пошел на посадку. После этого Мигунова атаковали сразу шесть Мессершмиттов — двое снизу, двое в хвост, двое сверху. Самолет Василия Васильевича был подожжен и горящим уткнулся в лес в районе железнодорожной станции Ранцево в 17 километрах от Кувшиново. Младший лейтенант Соловьев сделал вираж над местом падения самолета Мигунова и боевым разворотом ушел вверх. Однако за ним погнались два Мессершмитта и сбили его.
Гвардии старший лейтенант Василий Васильевич Мигунов был похоронен рядом с аэродромом своего полка на кладбище в деревне Будово Калининской области. На обелиске боевые друзья написали: «В. В. Мигунов, Герой Советского Союза. Отдал свою прекрасную жизнь за честь, свободу и независимость Родины. Вечная память Герою!». Впоследствии прах Василия Васильевича Мигунова был перенесен на западную окраину Торжка на кладбище советских воинов при храме Иоанна Богослова (братская могила № 5).

## Память
- На доме в деревне Кривское, где родился В. В. Мигунов, установлена Мемориальная доска, а улица, где находится этот дом, носит имя героя. Именно по этой улице 9 мая ежегодно проходит акция «Бессмертный полк»: от школы до Сквера Победы с обязательной остановкой у дома Василия Мигунова[3].
- На школе № 1 имени С. Т. Шацкого города Обнинска, наследующей колонию «Бодрая жизнь», в которой в 1930—1934 годах учился Василий Мигунов, установлена мемориальная доска. Сам Василий Мигунов учился в другом здании школы.
- В Обнинске именем Василия Мигунова в 1965 году названа улица, выходящая на здание школы № 1 имени С. Т. Шацкого.
- В честь Василия Васильевича Мигунова в Боровске на Аллее Героев мемориала «Вечный огонь» установлена Памятная стела.
- В деревне Кривское Боровского района, где родился Василий Мигунов, местная Средняя общеобразовательная школа с 5 мая 2015 года носит его имя[21].

| - Мемориальная доска в честь Василия Мигунова на фасаде школы № 1 в Обнинске. - Улица Мигунова в Обнинске, вид от школы № 1 им. Шацкого. - Мемориальная доска на доме № 1 по улице Мигунова в Обнинске. - Вид на улицу Мигунова и школу № 1 с пр. Ленина в Обнинске |

## Награды
- Медаль «Золотая Звезда» Героя Советского Союза.
- Орден Ленина.